# Michał Kleofas Ogiński

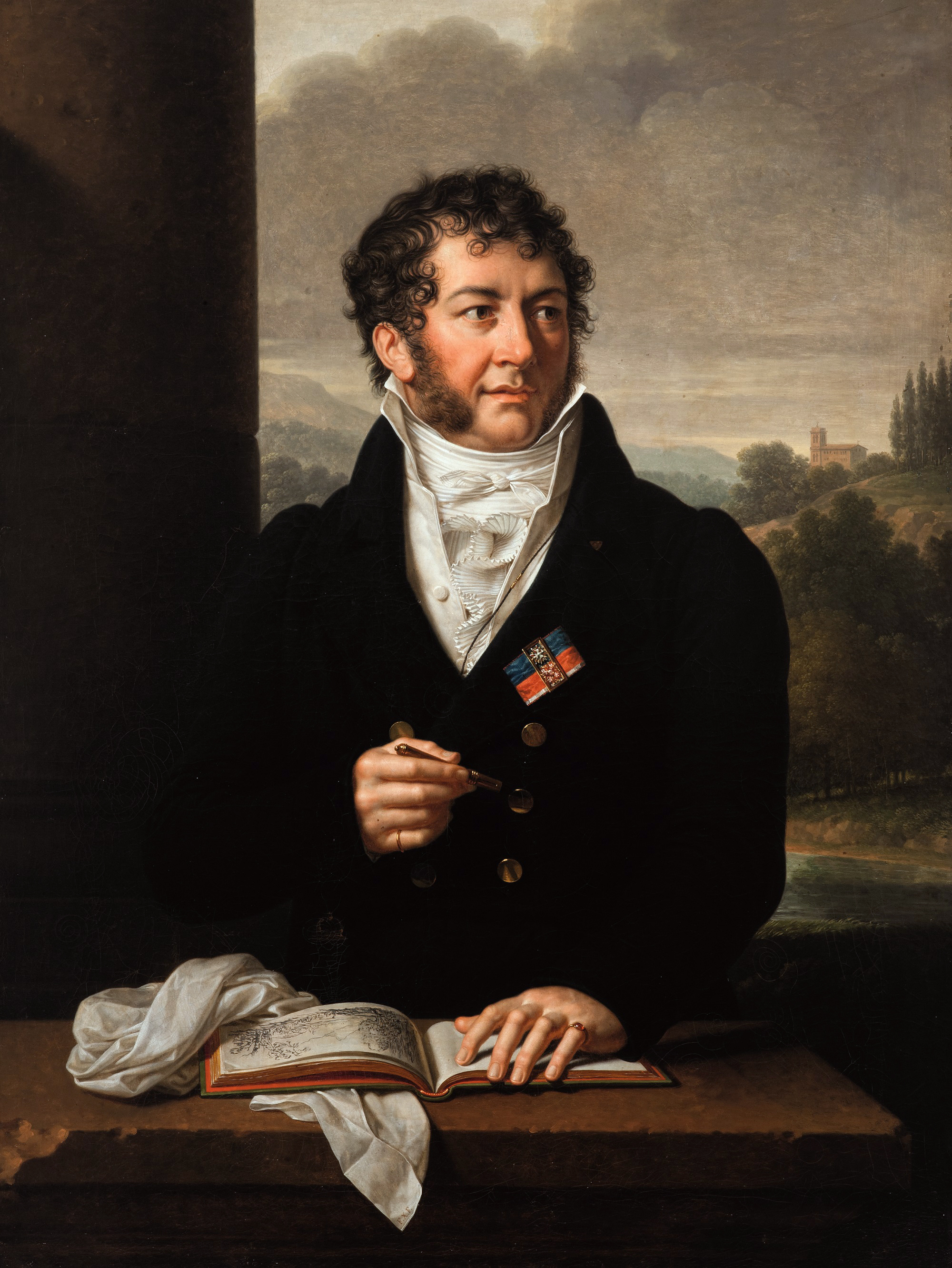
François-Xavier Fabre, Portret Michała Kleofasa Ogińskiego

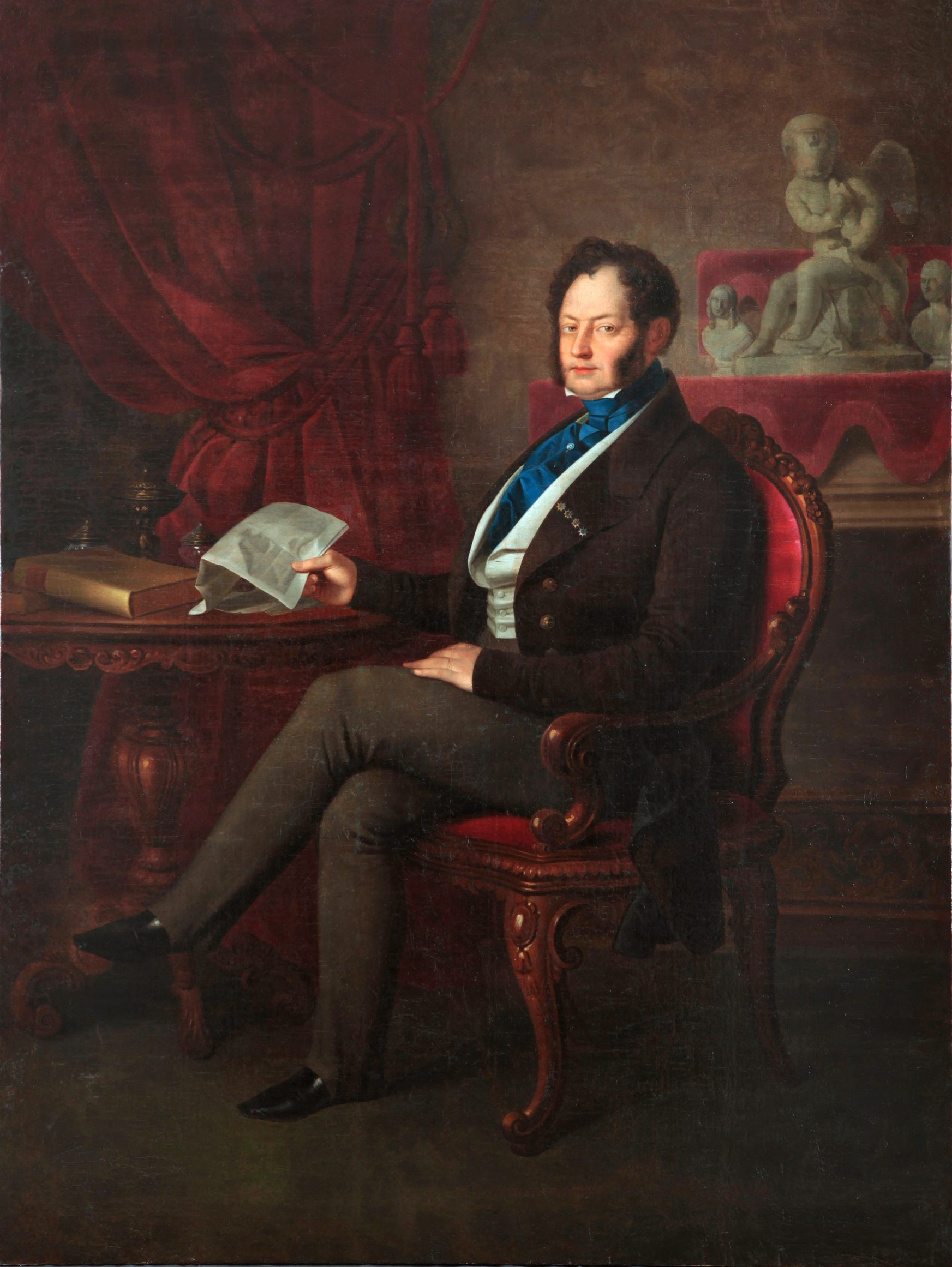
Józef Oleszkiewicz, Portret Michała Kleofasa Ogińskiego

Michał Kleofas Ogiński z Retowa, książę (ur. 25 września 1765 w Guzowie lub 25 września 1764 w okolicach Salanty, zm. 15 października 1833 we Florencji) – polski kompozytor oraz teoretyk muzyki, pamiętnikarz, pisarz polityczny, podskarbi wielki litewski (1793–1795), miecznik wielki litewski od 1789 roku, senator rosyjski, członek konfederacji targowickiej, członek konfederacji grodzieńskiej 1793 roku, uczestnik insurekcji kościuszkowskiej (na Litwie w 1794), konspirator niepodległościowy (po 1795), działacz emigracyjny, mason, kawaler maltański, poseł nadzwyczajny i minister pełnomocny Rzeczypospolitej w Republice Zjednoczonych Prowincji w latach 1790–1791, przedstawiciel dyplomatyczny Rzeczypospolitej w Królestwie Wielkiej Brytanii w 1790 roku (misja specjalna).

## Data i miejsce urodzenia (dwie wersje)
Do 2025 roku bezspornym faktem było, że Michał Kleofas Ogiński urodził się 25 września 1765 roku w Guzowie, położonym około 50 kilometrów od Warszawy, której właścicielem był jego ojciec. Sam Michał Kleofas wspomina o tym w swoich pamiętnikach.
W lutym 2025 roku litewscy badacze opublikowali nowe informacje. Nieznany wcześniej zapis chrztu odkrył w księgach metrykalnych kościoła w Salanty Paulius Vaniukhinas, przewodniczący zarządu Instytutu Genealogii, Heraldyki i Weksylologii oraz dyrektor Akademii Heraldyki. Z metryki wynika, że urodzony 25 września 1764 roku w okolicach Salanty na Żmudzi (obecnie okręg kłajpedzki na zachodzie Litwy) Michał Kleofas Ogiński został ochrzczony 29 września zwykłą wodą w miejscowym kościele Wniebowzięcia Najświętszej Maryi Panny. Dyrektor litewskiego Muzeum Historii Kultury Ogińskich w Retówie, Vitas Rutkauskas, na początku 2025 roku skomentował te nowe informacje w następujący sposób: „Te wiadomości są niezwykłe, powiedziałbym wręcz sensacyjne – taka historyczna postać urodziła się w naszej okolicy”.

## Życiorys
Wcześniej wierzono, urodził się w Guzowie niedaleko Sochaczewa, jako syn Andrzeja, miecznika litewskiego (późniejszego wojewody trockiego), i Pauli z Szembeków (1° voto Celestynowej Łubieńskiej, 2° voto Janowej Potockiej); rodzony brat Józefy Zofii z Ogińskich (primo voto za Ignacym Ogińskim secundo voto za Janem Nikodemem Łopacińskim) i przyrodni brat Feliksa Łubieńskiego i Prota Potockiego.
W latach 1786 i 1788, będąc komisarzem skarbowym, posłował na sejmy z województwa trockiego. W roku 1788 został kawalerem Orderu Świętego Stanisława. W 1789 został kawalerem Orderu Orła Białego. Nadzwyczajny poseł koronny w Holandii (1790–1791). W tym czasie potajemnie złożył przysięgę wiernopoddańczą imperatorowej Katarzynie II na ręce ambasadora Stiepana Kołyczewa, stając się poddanym rosyjskim (fakt ten utrzymywano w tajemnicy przed sejmem i przywódcami stronnictwa patriotycznego). Na sejmie grodzieńskim w 1793 roku został mianowany przez króla Stanisława Augusta Poniatowskiego członkiem deputacji do traktowania z posłem rosyjskim Jakobem Sieversem. 22 lipca 1793 roku podpisał traktat cesji przez Rzeczpospolitą ziem zagarniętych przez Rosję, a 25 września cesji ziem zagarniętych przez Prusy w II rozbiorze Polski. Sejm grodzieński (1793) nominował go do Rady Nieustającej.
Brał udział w powstaniu 1794 na Litwie. Później był agentem polskim w Konstantynopolu i w Paryżu. W roku 1802, po rozwodzie z Izabelą Lasocką (poślubioną w roku 1789), ożenił się z włoską śpiewaczką Marią de Neri. W roku 1810 wycofał się z działalności emigracyjnej i został senatorem rosyjskim. Odziedziczył po swoim stryju Franciszku Ksawerym Ogińskim (1742–1814) piękną posiadłość Zalesie – położoną w połowie drogi między Wilnem a Mińskiem. W roku 1822 przeniósł się na stałe do Włoch i w 1823 zamieszkał we Florencji. Pochowany w Panteonie wielkich osobowości w kościele Santa Croce we Florencji, obok Galileusza, Michała Anioła, Rossiniego, Machiavellego i Księżnych Czartoryskich.

## Twórczość
Komponował polonezy fortepianowe, romanse, pieśni, kadryle, menueta, walce oraz jedną operę pod tytułem „Zélis et Valcour ou Bonaparte au Caire” („Zelis i Valcour, czyli Napoleon w Egipcie”) w jednym akcie. Jednakże opera ta nigdy nie doczekała się wystawienia. Jest autorem Listów o muzyce oraz pamiętników „O Polsce i Polakach: od roku 1788 aż do końca roku 1815” wydanych po francusku jako „Mémoires de Michel Oginski sur la Pologne et les Polonais, deputs 1788 jusqu’a la fin de 1815” w Paryżu w 1827 roku. Dziś najbardziej znany z mylnie przypisywanego mu autorstwa poloneza a-moll Pożegnanie Ojczyzny, który skomponował Kacper Napoleon Wysocki.
Dotychczas uważano, że melodia hymnu narodowego Polski do słów Wybickiego była wzięta z pieśni ludowej z Podlasia, a autorstwo melodii Ogińskiego wynika z nieporozumienia, bowiem Ogiński w 1797 r. posłał generałowi Dąbrowskiemu podobnie nazwany utwór Marsz dla Legionów. Jednakże ostatnio prowadzone badania historyczne przez jednego z potomków księcia Ogińskiego (Andrzeja Załuskiego) próbują wykazać, że to Ogiński był autorem melodii hymnu.

### Dzieła
1. Głos... w Izbie senatorskiej dnia 24 października 1786 miany, brak miejsca wydania (1786)
2. Uwagi względem potrzebnych w Komisji Skarbu Litewskiego odmian, podane Prześwietnej Delegacji od Stanów zgromadzonych do słuchania rachunków tejże Komisji wyznaczonej... R. 1788 miesiąca 9-bra 7 dnia, brak miejsca wydania (1788)
3. Głos... na sesji sejmowej dnia 24 lipca 1793 r. miany, brak miejsca wydania (1793); w czasie tego sejmu drukowano także osobno głosy z 2 i 23 września 1793
4. Projekt... Ustanowienie deputacji dla ułożenia projektu formy rządu, brak miejsca wydania (1793)
5. Zagajenie sesji publicznej Towarzystwa Dobroczynności d. 25 stycznia 1820 r., „Dzieje Dobroczynności Krajowej i Zagranicznej” 1820 i odb. Wilno 1820

- Pamiętniki Michała Kleofasa Ogińskiego O Polsce i Polakach. Od roku 1788 aż do końca roku 1815. T. 1. Poznań: 1870. Brak numerów stron w książce
- Pamiętniki Michała Kleofasa Ogińskiego O Polsce i Polakach. Od roku 1788 aż do końca roku 1815. T. 2. Poznań: 1870. Brak numerów stron w książce
- Michał Kleofas Ogiński: Listy o muzyce; oprac. Tadeusz Strumiłło; fr.: Lettres sur la musique adressées à un de ses amis de Florence en 1825 przeł. z francuskiego Zespół Tłumaczy PWM; red. Anna Papierzowa. Kraków: Polskie Wydawnictwo Muzyczne, 1956, s. 135.

1. fr.: „Zélis et Valcour ou Bonaparte au Caire” (pol. „Zélis i Valcour, czyli Napoleon w Egipcie”, dosłownie „Zélis i Valcour, czyli Bonaparte w Kairze”) – opera jednoaktowa[21].

Przemówienia Ogińskiego ogłaszano ponadto w „Dziejach Dobroczynności Krajowej i Zagranicznej” (od roku 1820) oraz w „Posiedzeniach Publicznych Wileńskiego Towarzystwa Dobroczynności” (od roku 1818).
Michałowi Kleofasowi Ogińskiemu przypisywano błędnie autorstwo 3 dzieł: Książka in octavo majori; Powieści historyczne i moralne; Bajki i nie bajki. Ich rzeczywistym autorem był kuzyn jego ojca, Michał Kazimierz Ogiński.

### Przekłady
- Katarzyna II carowa rosyjska: Imianiny gaspaszy Worczałkinoj, przekł. polski, tekst nieznany; posłużył do przekł. francuskiego J. Brykczyńskiego i G. de Baera: La Fête do jour de nom. Comédie en 5 actes traduite du polonais, „Chefs-d’Oeuvre des Théâtres Étrangers... Livraison 23: Chefs-d’Oeuvre du Théâtre Polonais”, Paryż 1823, s. 287–405.

Tłumacz i źródło według Estreichera VI, 561 i L. Bernackiego. Natomiast według A. Ciechanowieckiego tłumaczem tym nie mógł być żaden z Ogińskich (s. 80).

## Upamiętnienie
- Od 2008 organizowany jest w Iwoniczu-Zdroju Festiwal im. Księcia Michała Kleofasa Ogińskiego[22].
- Z okazji 250. rocznicy urodzin kompozytora w 2015, odsłonięto w Retowie pomnik upamiętniający Ogińskiego. Z tej samej okazji wyemitowano na Litwie okolicznościową monetę i znaczek pocztowy[23].
- Tablica pamiątkowa w Miechowie, Rynek 5.
- Państwowa Szkoła Muzyczna I stopnia im. Michała Kleofasa Ogińskiego w Miechowie.

### Listy i materiały
1. Do Weygtynowskiego (S. Sołtyka) 8 listów ze Stambułu i Drezna z lat 1796–1797; do Piotra Potockiego ze Stambułu z 31 sierpnia 1796; do K. Dąbrowskiego ze Stambułu z 26 września 1796; do F.K. Rymkiewicza z 6 grudnia 1796; od H. Dąbrowskiego z Bukaresztu z 11 września 1796; od Deputacji z 22 września 1796; wyd. W. Smoleński: Emigracja polska w l. 1795-1797, „Przegląd Historyczny” t. 11 (1910) i odb. Warszawa 1911
2. Do Napoleona I z 16 września 1796, ogł. E. Iwanowski: Z przeszłości minionej t. 2, Warszawa 1876, s. 74–75
3. Do Jana Śniadeckiego z lat 1807–1824, rękopisy: Biblioteka Jagiellońska, sygn. 3116
4. Do J. Zawadzkiego z Zalesia z 28 marca 1820, wyd. T. Turkowski w: Materiały do dziejów literatury i oświaty na Litwie i Rusi t. 1, Wilno 1935, s. 339.

Kilka pism procesowych Ogińskiego notuje Estreicher XXIII (1910) 297.